# 烏克蘭鐵路運輸
烏克蘭鐵路運輸是在烏克蘭使用的鐵路運輸。乌克兰的铁路基础设施大部分由乌克兰政府通过烏克蘭鐵路拥有，该公司在全国范围内正式垄断铁路客运和货运。
1990年末，乌克兰东部的乌克兰铁路网的一部分被私有化，並创建了全国最大的私营铁路公司 Lemtrans，而這公司主要處理货运。

## 概觀
公司由几个部分组成。
- 铁路网络（以及基础设施，例如桥梁、电气化、车站等)
- 铁路股票运营商
- 铁路库存制造商和维修商

负责非轨道交通铁路的公司是乌克兰铁路公司，该公司自 2015年以来已将其所有制形式从国有公司转变为公共公司。

## 历史

当今乌克兰的铁路发展史

### 乌克兰独立前

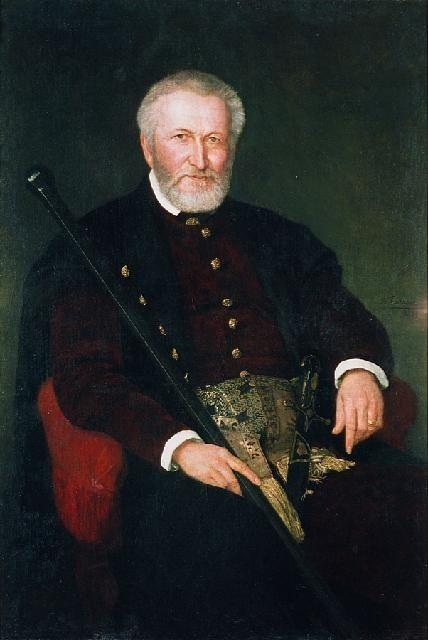
1878年的莱昂·萨皮哈王子

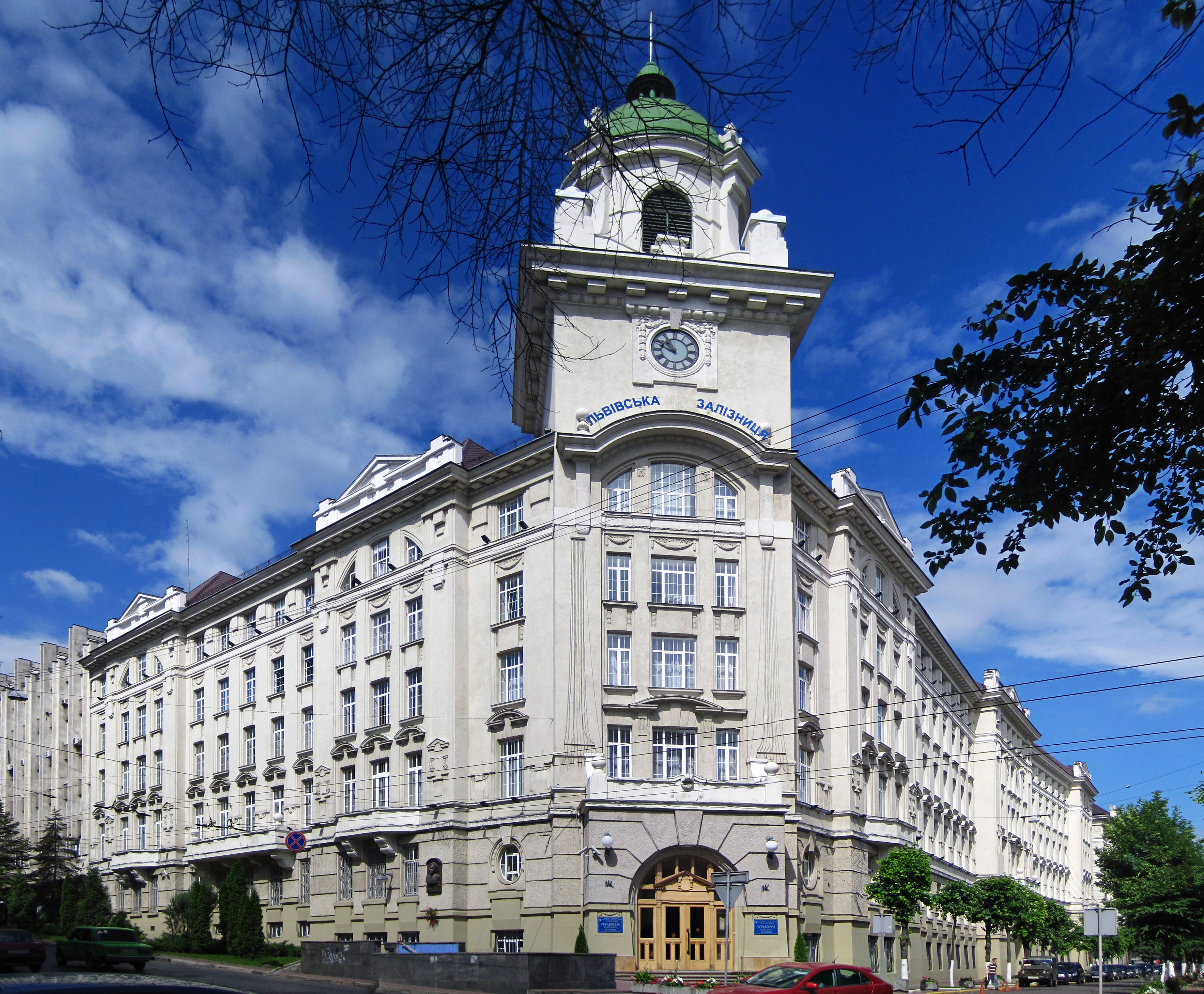
利沃夫铁路总部大楼

乌克兰的铁路最初是在奥匈帝国的帝国统治下（西部领土，加利西亚王国和洛多梅里亚王国、布科维纳公国和喀尔巴阡地区的匈牙利公国）修建的，后来在俄罗斯控制的领土上修建它占据了现代乌克兰的大部分地区，从那时起经历了重大的发展和改革。
在现代乌克兰的领土上，在莱昂·萨皮哈王子的努力下，1860年代出现了由自行式机车领导的火车（以替代马拉式火车）。他发起了将查尔斯·路易斯大公的加利西亚铁路从普热梅希尔延伸到利沃夫。第一列火车于1861年11月4日抵达利沃夫。
同样在 1855年克里米亚战争期间，英国军队建造了23公里（14英里）在塞瓦斯托波尔和巴拉克拉瓦之间盟军占领的领土上的长铁路线，以改善其与俄罗斯作战的军事后勤。战后，俄罗斯当局于1856年拆除了这条线路。
1860年代后期，从利沃夫出发的线路延伸至切尔诺夫策（当时切尔诺维茨是布科维纳公国的首府）和雅西（当时雅西在罗马尼亚王国）。同样在 1865年俄罗斯與乌克兰开始修建从敖德萨到巴尔塔的铁路。
1869-70年，俄罗斯乌克兰各省开始了铁路网络的重大建设，从西部的库尔斯克到基辅，向南通往洛佐瓦（哈尔科夫和第聂伯罗之间），途经哈尔科夫。在達爾尼察和基辅之间建造了斯特鲁威铁路桥。 洛佐瓦铁路向东扩展，通过斯洛維揚斯克到达顿巴斯地区，到達霍尔利夫卡。大约在同一时间，敖德萨和巴尔塔之间通过克雷门丘克的线路向波尔塔瓦延伸，为第聂伯河两岸提供了一条线路。
在克雷门丘克建造了铁路车辆制造厂。1869年，顿河畔罗斯托夫至塔甘羅格的线路延伸至霍尔利夫卡。同样在奥地利，铁路从利沃夫延伸至布羅德附近的奥俄边境，并于1870年延伸至捷尔诺波尔(Tarnopol)。1870年，基辅、文尼察和日梅林卡与敖德萨-巴尔塔铁路相连。
1871年，当捷尔诺波尔在日梅林卡附近的茲布魯奇河和位于河对岸的沃洛奇斯克与皮德沃洛奇斯克连接时，建造了第一个奥俄边境的铁路过境点。1871年，波尔塔瓦与哈尔科夫相连，提供了通过哈尔科夫到达敖德萨市及其与俄罗斯中部省份的港口的替代方案。
1872-73年，俄罗斯沃里尼亞开始了铁路网络的重大扩张，从卡扎京西口布列斯特附近的基辅-敖德萨线分支，连接科韋利、羅夫諾、茲多爾布尼夫、舍佩蒂夫卡和别尔季切夫等城市。1873年，一条支线从兹多尔布尼夫延伸至布羅德，成为另一个铁路过境点。顿巴斯地区也进行了一些铁路网络扩张。
1873年，位于乌克兰中部的兹纳缅卡位于波尔塔瓦-巴尔塔（Poltava-Balta）公路上，另一条支路向南延伸至黑海的尼古拉耶夫港口，使其成为乌克兰第二个与铁路网相连的海港。大约在那个时候，铁路系统进一步向乌克兰喀尔巴阡山脉的 Drohobych-Boryslav 油田和更大的 Sambor 地区扩展，另一条支线沿匈牙利的蒂薩河延伸。
在1873-75年，从洛佐瓦出发的线路向克里米亚半岛扩展，经琼哈尔半岛连接塞瓦斯托波尔和哈尔科夫。

#### 建有铁路的人口稠密地区清单
- 泰爾努瓦泰 (Ternuvate)
- 伊爾平 (Irpin)
- 科贾廷 (Koziatyn)
- 維什內韋 (Vyshneve)
- 兹纳缅卡 (Znamianka)

### 乌克兰獨立後
1991年9月24日，乌克兰议会通过了脱离苏联的决议，所有铁路管理权暂时移交给西南铁路公司。根据该决议，位于前乌克兰苏维埃社会主义共和国境内的所有资产都成为乌克兰的财产，而为了提高效率建立了一个专门的集中管理机构。1991年12月14日，乌克兰部长内阁发布了第 356 号声明“在乌克兰成立国家铁路运输管理局” ，宣布烏克蘭鐵路是一个政府机构，负责管理铁路运输，联合了國內六家铁路公司。 

### 2022年俄罗斯入侵起
2022年，俄罗斯入侵了乌克兰，國內的铁路在戰爭時期中大派用場，成為民用和军用的物流至關建的工具。鉴于在泥濘道路季期间缺乏可通行的道路，以及俄罗斯缺乏能够进行越野行車的车辆，后勤工作严重依赖铁路运输。因此，隨了對烏克蘭的軍隊重要而外，铁路對俄軍入侵也发挥了关键的作用。俄軍在战争初期向边境地区运送部队和物资，铁路站也成为俄罗斯攻击的重要目标，以维持供應鏈，同時破坏烏軍的供應鏈。 与此同时，由于俄罗斯占领或切断了许多重要的黑海港口，而这些港口戰前处理乌克兰絕大部分的对外贸易，乌克兰的进出口比戰前更依賴铁路。铁路对于运送难民亦至关重要，欧盟委員會和国家铁路组织了往返乌克兰以助難民運送。 由于烏克蘭全國的机场是俄軍袭击和乌克兰反击的目标，因此外国国家元首和政府首脑也使用火车进行外交访问。 

#### 2022年铁路货运危机
由於俄國入侵烏克蘭，该國许多黑海港口被封锁，导致农产品出口嚴重受影響，出现全球大饑荒的危機。鐵路货运已成为最可行的替代方案，但烏克蘭鐵路網一直无法满足需求，尤其是因为乌克兰苏联时代的1,520 毫米轨距铁路与乌克兰标准轨距铁路（1,435 毫米）之间的铁路轨距差异其边界以西的各州在超限转运站造成了物流瓶颈 。2022年4月7日，乌克兰铁路报道称，有 10,320辆货车（约占总数的一半）在波蘭65號線 (波蘭唯一使用1,520毫米寬軌的鐵路線）上乌斯季卢格與赫魯別舒夫的过境點等候，该线是乌克兰和波兰之间的主要铁路连接线。雙方都已經努力，希望快速增加铁路货运的能力，包括在莫斯季斯卡附近和波兰其他大部分地区建造新的大型转运站。 截至2022年4月12日，莫斯季斯卡站计划于2022年6月完工，計劃到7月能夠转运5萬公吨粮食，更希望到9月能夠转运10萬公吨粮食。 其他的挑战包括：需要增加货车的数量、允许乌克兰货车在欧盟领土内行驶的适当许可，以及增加必须接管运输角色的欧盟港口（如格但斯克、汉堡和鹿特丹）的容量，以代替已被封锁的黑海港口。亦有人提议在波兰和德国，甚至远至荷兰，建造更多1,520毫米轨距的铁路线。
由于目前的战争，一些火车站被遭到破坏。 

## 基础设施
铁路网長度共 21,640公里 (13,450 英里），而电气化线路長度共 9,878 公里 (6,138 英里）。共有1,447座車站，118座车站建筑，還有 2,268 個较小的停车点。该基础设施还包含 5,422 個平交道，其中 4,168個採用自动信号系统。同时，1,497個平交道中有 1,468個配备了自动信号系统。

## 机车车辆
- 柴油机车 2,447
- 电力机车 1,547
- 货车 111,100
- 客车 5,291

### 铁路库存制造商和维修

#### 制造商

##### 机车
- 卢甘斯克机车制造厂 (Luhanskteplovoz), 前机车生产商, 2007-2016年隶属于俄罗斯的运输机械控股集团 (Transmashholding)
- 马雷舍夫 (Malyshev) 工廠，前哈尔科夫蒸汽机车厂的机车生产商
- 第聂伯电力机车厂，电力机车生产商

##### 轨道车
- Kryukiv Railcar Works ，小型机车和轨道车的主要生产商
- 斯塔汉诺夫铁路车辆制造厂，轨道车辆生产
- 第聂伯铁路车厂 (DniproVahonMash），铁路车生产

##### 配套
- 克里维里赫柴油发动机，柴油发动机
- LuhCentroKuz，轨道车轴

##### 电车
- Elektron，有轨电车制造商
- Yuzhmash 与 Tatra Yuga，电车生产商

#### 维修厂
- 达尼察铁路车修理
- 第聂伯羅轨道车维修
- 日梅林卡有轨电车维修
- 哈尔科夫有轨电车维修
- 科諾托普轨道车维修
- 基辅电动轨道车维修
- 第聂伯羅柴油机车维修
- 波尔塔瓦柴油机车维修
- 海沃龍柴油机车维修
- 伊久姆柴油机车维修
- 伊万诺-弗兰科夫斯克机车维修
- 利沃夫机车维修
- 扎波罗热电力机车维修

## 乌克兰的其他铁路运输
用于公共交通的铁路运输通常由地方政府管理，通常是城市当局；这包括輕鐵、地鐵、纜車等。基辅、哈尔科夫和聂伯有地铁系统，而克里維里赫則有輕鐵系统。
在山区，各种窄轨铁路由私人拥有和经营，通常作為觀光铁路。